# Viktor Madarász
Viktor Madarász (Csetnek, 14 de dezembro de 1840 - Budapeste, 10 de janeiro de 1917) foi um pintor húngaro.
Foi soldado e tenente na Revolução húngara de 1848 (1848-1849). Mais tarde viveu no exílio e estudou pintura em Viena e com Léon Cogniet em Paris.